# ۳۳۶ (قمری)
۳۳۶ هجری قمری، سیصد و سی و ششمین سال در تقویم هجری قمری.

## زادگان
- ذیقعده - شیخ مفید، از بزرگان علمای شیعه.